# Барра-ди-Санту-Антониу
Барра-ди-Санту-Антониу (порт. Barra de Santo Antônio) — муниципалитет в Бразилии, входит в штат Алагоас. Составная часть мезорегиона Восток штата Алагоас. Входит в экономико-статистический микрорегион Масейо.

## История
Город основан в 1960 году.